# Kamran Ağayev
Kamran Ağayev   (Shabran, 9 de febrer de 1986) és un exfutbolista azerbaidjanès de la dècada de 2010.
Fou internacional amb la selecció de l'Azerbaidjan.
Pel que fa a clubs, defensà els colors de PFC Turan Tovuz, Khazar Lankaran, Gabala FC, Kayserispor, Karşıyaka i Boavista FC.